# برانزویک شرقی، نیوجرسی
برانزویک شرقی (به انگلیسی: East Brunswick) شهری در ایالت نیوجرسی کشور ایالات متحده آمریکا است که جمعیت آن در سرشماری سال ۲۰۱۰ میلادی، ۴۷٬۵۱۲ نفر بوده‌است.